# Carposina sarcanthes
Carposina sarcanthes là một loài bướm đêm thuộc họ Carposinidae. Nó là loài đặc hữu của New Zealand.
Sải cánh dài khoảng 15 mm. 